# Моянци (община Арачиново)
 Тази статия е за скопското село.  За кочанското вижте Моянци (община Кочани).  
Моянци (понякога Моянце, на македонска литературна норма: Мојанци; на албански: Majanca, Маянца) е село в Северна Македония, в община Арачиново.

## География
Селото е разположено в южните поли на Скопска Църна гора.

## История
В XIX век Моянци е малко предимно албанско село в Скопска каза на Османската империя. В 1861 година Йохан фон Хан на етническата си карта на долината на Българска Морава отбелязва Моянца като албанско село.
Според статистиката на Васил Кънчов („Македония. Етнография и статистика“) от 1900 година Маалци е населявано от 30 жители българи християни и 90 арнаути мохамедани.
След Междусъюзническата война в 1913 година селото влиза в границите на Сърбия.
На етническата си карта от 1927 година Леонард Шулце Йена показва Моянце (Mojance) като албанско село.
Според преброяването от 2002 година селото има 2325 жители.
| Националност     | Всичко |
| северномакедонци | 2      |
| албанци          | 2315   |
| турци            | 0      |
| роми             | 0      |
| власи            | 0      |
| сърби            | 0      |
| бошняци          | 0      |
| други            | 8      |